# Ketchewaundaugenink
Ketchewaundaugenink, selo ili seoska banda Chippewa Indijanaca s rijeke Shiawassee između današnjeg Detroita i Saginaw Baya u američkoj državi Michigan. Prema ugovoru između Chippewama i SAD-a u Saginawu od rujna 1819. oni dobivaju rezervat od 3,000 akara. U Sultzmanovoj povijesti navode se kao Ketchenaundaugenink.

## Vanjske poveznice
- Treaty With the Chippewa  Arhivirana inačica izvorne stranice od 4. siječnja 2006. (Wayback Machine)
- [neaktivna poveznica]
- Chippewa Indian Divisions